# Xã Superior, Quận Eddy, Bắc Dakota
Xã Superior (tiếng Anh: Superior Township) là một xã thuộc quận Eddy, tiểu bang Bắc Dakota, Hoa Kỳ. Năm 2010, dân số của xã này là 55 người.